# آسنرای
آسنرای (به هلندی: Asenray) یک روستا در هلند است که در Roermond واقع شده‌است. آسنرای ۸۸۳ نفر جمعیت دارد.